# Рамирес, Хайме
Ха́йме Кауполика́н Рами́рес Ба́нда (исп. Jaime Caupolicán Ramírez Banda; 14 августа 1931, Сантьяго, Чили — 26 февраля 2003, там же) — чилийский футболист, нападающий. Бронзовый призёр чемпионата мира по футболу 1962 года. Двукратный чемпион Чили. Сыграл 46 матчей за сборную, забил 12 мячей.